# Xã Foster, Quận Madison, Illinois
Xã Foster (tiếng Anh: Foster Township) là một xã thuộc quận Madison, tiểu bang Illinois, Hoa Kỳ. Năm 2010, dân số của xã này là 4.091 người.